# أوسم
أوسم (بالعبرية: אסם) (بالإنجليزية: Osem Investments Ltd)هي شركة أغذية إسرائيلية ضخمة.
تابعة لشركة نستله العالمية.